# Campeonato Carioca Série C 2017
In 2017 werd het 7de Campeonato Carioca Série C gespeeld, het vierde hoogste niveau voor voetbalclubs uit de Braziliaanse staat Rio de Janeiro. De competitie werd voor het eerst gespeeld sinds 2000 en heette destijds nog Quarta Divisão. De voorbije jaren heette de derde divisie ook al Série C, deze kreeg nu de naam Serie B2. De competitie werd georganiseerd door de FERJ en werd gespeeld van 30 juli tot 19 november. Pérolas Negras werd kampioen.

## Format
Zeventien teams schreven in. Deze werden over twee groepen verdeeld. De teams speelden eerst tegen teams uit de eigen groep en daarna tegen teams uit de andere groep. Beide groepswinnaars bekampten elkaar om de titel en de nummers twee en drie van elke groep streden nog om twee extra promotietickets. 

## Groepsfase
- Campos speelde begin dit jaar nog in de Série A in partnerschap met Carapebus, maar de samenwerking werd stopgezet en Carapebus ging dit jaar van start in de Série B1 terwijl Campos in de Série C moest aantreden.
- Pérolas Negras is tijdelijk lid geworden van de FERJ en is eigenlijk een team uit Haïti. Thuiswedstrijden worden in Paty do Alferes gespeeld.
- Riostrense nam deel aan de competitie in partnerschap met Recreio dos Bandeirantes, maar trok zich tijdens het seizoen terug, resterende wedstrijden werden als een 0-3 nederlaag aangerekend.
- Brasileirinho, Paraíba do Sul en Heliópolis trokken zich allen tijdens het seizoen terug, resterende wedstrijden werden als een 0-3 nederlaag aangerekend.

### Groep A
| Plaats | Club           | Wed. | W  | G | V  | Saldo | Ptn. |
| ------ | -------------- | ---- | -- | - | -- | ----- | ---- |
| 1.     | Pérolas Negras | 16   | 12 | 2 | 2  | 35:9  | 38   |
| 2.     | 7 de Abril     | 16   | 11 | 2 | 3  | 38:17 | 35   |
| 3.     | Tomazinho      | 16   | 8  | 5 | 3  | 22:11 | 29   |
| 4.     | Itaperuna      | 16   | 7  | 3 | 6  | 22:15 | 24   |
| 5.     | Paduano        | 16   | 6  | 2 | 8  | 15:24 | 20   |
| 6.     | Campo Grande   | 16   | 6  | 0 | 10 | 28:32 | 18   |
| 7.     | Teresópolis    | 16   | 3  | 3 | 10 | 15:32 | 12   |
| 8.     | Paraíba do Sul | 16   | 3  | 2 | 11 | 17:39 | 11   |

|  | Geplaatst voor finale en promotie   |
|  | Geplaatst voor play-off om promotie |

### Groep B
| Plaats | Club                     | Wed. | W  | G | V  | Saldo | Ptn. |
| ------ | ------------------------ | ---- | -- | - | -- | ----- | ---- |
| 1.     | Campos                   | 16   | 13 | 2 | 1  | 34:7  | 41   |
| 2.     | Casimiro de Abreu        | 16   | 11 | 5 | 0  | 30:10 | 38   |
| 3.     | Resende                  | 16   | 11 | 1 | 4  | 39:12 | 34   |
| 4.     | Profute                  | 16   | 9  | 3 | 4  | 32:18 | 32   |
| 5.     | Miguel Couto             | 16   | 6  | 1 | 9  | 20:25 | 19   |
| 6.     | União de Marechal Hermes | 16   | 3  | 1 | 12 | 15:34 | 10   |
| 7.     | Heliópolis               | 16   | 1  | 3 | 12 | 9:44  | 6    |
| 8.     | Riostrense               | 16   | 1  | 2 | 13 | 10:40 | 5    |
| 9.     | Brasileirinho            | 16   | 0  | 0 | 16 | 0:48  | 0    |

|  | Geplaatst voor finale en promotie   |
|  | Geplaatst voor play-off om promotie |

## Promotie play-off
De twee winnaars promoveerden naar de Série B2. 
|  | Play-off          | Play-off | Play-off | Play-off |  |                   | Promotie | Promotie | Promotie | Promotie |
|  |                   |          |          |          |  |                   |          |          |          |          |
|  |                   |          |          |          |  |                   |          |          |          |          |
|  | Resende           | 1        | 1        | 2        |  |                   |          |          |          |          |
|  | 7 de Abril        | 2        | 3        | 5        |  |                   |          |          |          |          |
|  |                   |          |          |          |  | 7 de Abril        |          |          |          |          |
|  |                   |          |          |          |  | Casimiro de Abreu |          |          |          |          |
|  | Tomazinho         | 1        | 1        | 2        |  |                   |          |          |          |          |
|  | Casimiro de Abreu | 1        | 3        | 4        |  |                   |          |          |          |          |

## Finale
|                   |                                      |       |        |                                    |
| 16 november 16:00 | Pérolas Negras                       | 3 – 0 | Campos | Estádio do Avelar, Paty do Alferes |
| 16 november 16:00 | Rafael Paty 13' Iago 19' Adriano 81' |       |        | Estádio do Avelar, Paty do Alferes |

|                   |        |       |                |                                                         |
| 19 november 16:00 | Campos | 0 – 0 | Pérolas Negras | Estádio Ferreirão, Cardoso Moreira Toeschouwers: 26.242 |
| 19 november 16:00 |        |       |                | Estádio Ferreirão, Cardoso Moreira Toeschouwers: 26.242 |

### Kampioen
| Campeonato Carioca Série C de 2017 |
| Rio de Janeiro                     |
| ---------------------------------- |
| PÉROLAS NEGRAS Kampioen (1° titel) |